# 립토우스키미쿨라시구

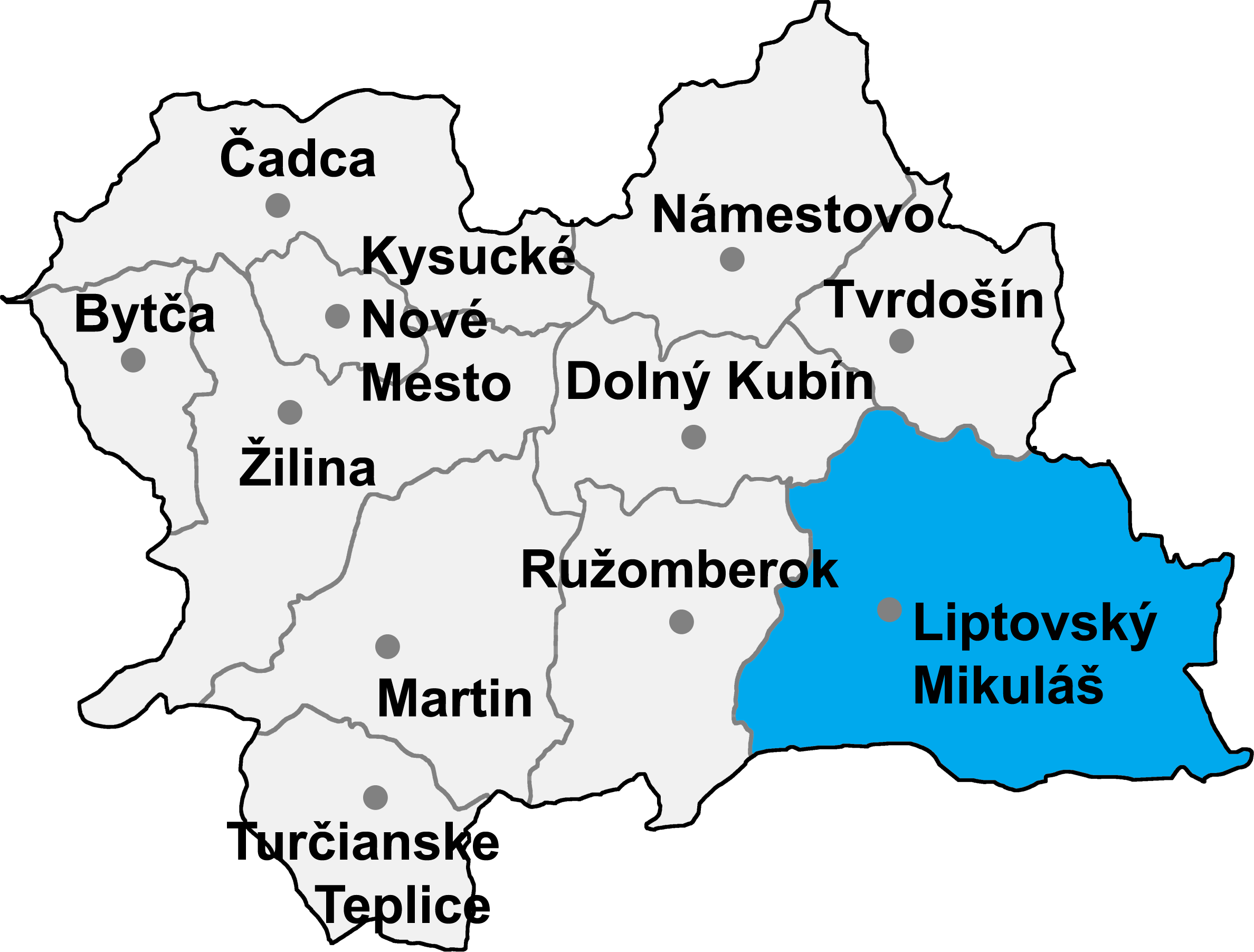
립토우스키미쿨라시구의 위치

립토우스키미쿨라시구(슬로바키아어: Okres Liptovský Mikuláš)는 슬로바키아 질리나주를 구성하는 11개 구 가운데 하나로 행정 중심지는 립토우스키미쿨라시이며 면적은 1,341.08 km2, 인구는 72,513 명(2014년 기준), 인구 밀도는 54.07 명/km2이다.
질리나주 남동부에 위치하며 56개 지방 자치체(2개 시, 54개 마을)를 관할한다. 북쪽으로는 트브르도신구, 북서쪽으로는 돌니쿠빈구, 서쪽으로는 루좀베로크구, 남쪽으로는 반스카비스트리차주 브레즈노구, 동쪽으로는 프레쇼우주 포프라트구와 접하며 북동쪽으로는 폴란드와 국경을 접한다.